# Xenontetraoxid
Xenontetraoxid är en kemisk förening av xenon och syre med formeln XeO4. Ämnet är något så ovanligt som en relativt stabil ädelgasförening. Det är bara i fast form (under −35,9 °C) som ämnet är stabilt, över smältpunkten är ämnet explosivt. Vid explosion sönderfaller xenontetraoxid till xenon och syrgas (ΔH = −643 kJ/mol) enligt följande reaktionsformel:
{\displaystyle {\rm {XeO_{4}\rightarrow Xe+2\ O_{2}}}}
Alla åtta valenselektronerna av xenon är involverade i bindningarna med syret, och oxidationstillståndet för xenonatomen är +8. Syre är det enda elementet som kan föra xenon upp till sitt högsta oxidationstillstånd, men även fluor kan bara ge XeF6 (+6).
Två andra kortlivade xenonföreningar med ett oxidationstillstånd av +8, XeO3F2 och XeO2F4, är tillgängliga genom reaktion av xenontetroxid med xenonhexafluorid. Vidare kan XeO3F2 och XeO2F4 identifieras med masspektrometri. Perxenaterna är också föreningar där xenon har oxidationstillståndet +8.

## Egenskaper
Vid temperaturer över −35,9 °C är xenontetroxid mycket explosionsbenägen och sönderdelas i xenon- och syrgaser med ΔH = −643 kJ/mol:
XeO4 → Xe + 2 O2
Xenontetroxid löses upp i vatten för att bilda perxensyra och i alkalier för att bilda perxenatsalter:
XeO4 + 2 H2O → H4XeO6
XeO4 + 4 NaOH → Na4XeO6 + 2 H2O
Xenontetroxid kan också reagera med xenonhexafluorid för att ge xenonoxifluorider:
XeO4 + XeF6 → XeOF4 + XeO3F2
XeO4 + 2XeF6 → XeO2F4 + 2 XeOF4

## Framställning
Alla synteser börjar från perxenaterna, som är tillgängliga från xenaterna genom två metoder. Den ena är disproportioneringen av xenater till perxenater och xenon:
2 HXeO4− + 2 OH− → XeO64− + Xe + O2 + 2 H2O
Den andra är oxidation av xenaterna med ozon i basisk lösning:
HXeO4− + O3 + 3 OH− → XeO64− + O2 + 2 H2O
Bariumperxenat reageras med svavelsyra och den instabila perxensyran dehydreras för att ge xenontetroxid:
Ba2XeO6 + 2 H2SO4 → 2 BaSO4 + H4XeO6
H4XeO6 → 2 H2O + XeO4
Eventuellt överskott av perxensyra genomgår långsamt en sönderdelningsreaktion mot xensyra och syre:
2 H4XeO6 → O2 + 2 H2XeO4 + 2 H2O